# جون نيلسون (لاعب كريكت)
جون نيلسون (28 أكتوبر 1891 - 12 أغسطس 1917) (بالإنجليزية: John Nelson)‏ هو لاعب كريكت بريطاني.

## وصلات خارجية
- جون نيلسون على موقع إي آس بي آن كريك إنفو (الإنجليزية)